# Siemiatycze
Siemiatycze is een stad in het Poolse woiwodschap Podlachië, gelegen in de powiat Siemiatycki. De oppervlakte bedraagt 36,25 km², het inwonertal 15.209 (2005). Het kenteken van de nummerplaat is BSI.

## Klein-België
De streek rond Siemiatycze wordt ook wel Klein-België genoemd omdat zoveel van de inwoners in België werken. Vanwege de hoge emigratie naar België vanuit dit dorp rijden er ook veel wagens met een Belgische nummerplaat rond.
De Belgische televisiemaker Tom Waes bezocht in 2018 dit dorp in het kader van zijn Eén-programma Reizen Waes.